# Pseudocadra cuprotaeniella
Pseudocadra cuprotaeniella är en fjärilsart som beskrevs av Hugo Theodor Christoph 1881. Pseudocadra cuprotaeniella ingår i släktet Pseudocadra och familjen mott. Inga underarter finns listade i Catalogue of Life.